# Raimundas Karoblis

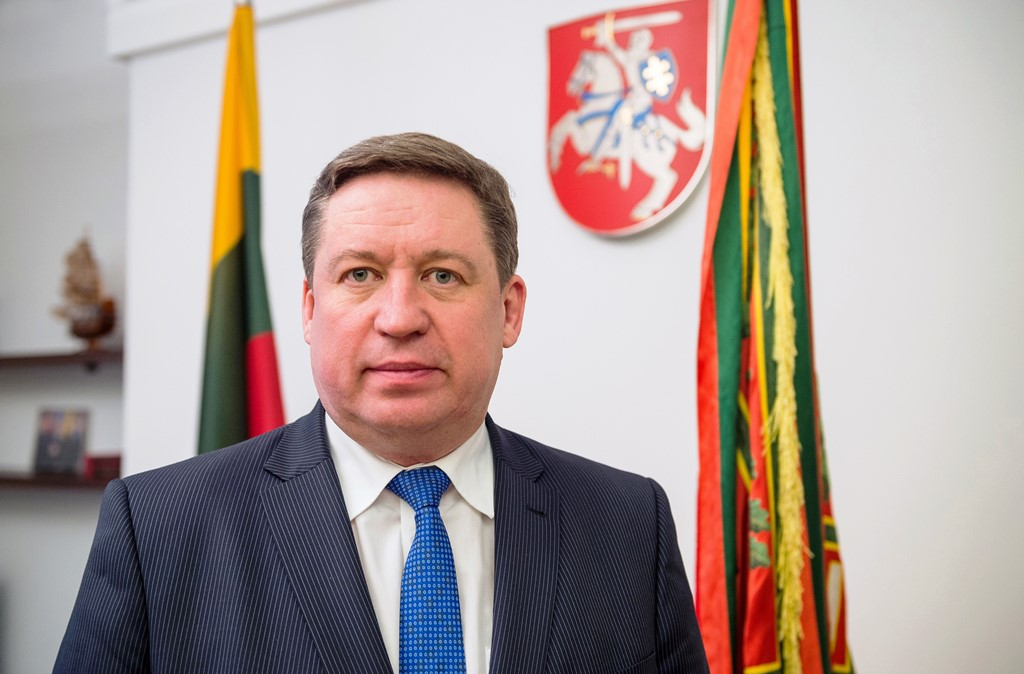
Raimundas Karoblis (2017)

Raimundas Karoblis (* 14. April 1968 in der Rajongemeinde Pasvalys) ist ein litauischer Verwaltungsjurist, Diplomat und Politiker. Von 2016 bis 2020 war er Verteidigungsminister Litauens.

## Leben
Nach dem Abitur 1986 am Juozas-Balčikonis-Gymnasium in Panevėžys absolvierte Karoblis 1992 das Diplomstudium der Rechtswissenschaften an der Universität Vilnius. Zudem bildete er sich in Kanada (Dalhousie University, Halifax) weiter.
Von 1999 bis 2003 war er Berater der litauischen Mission an der UNO in Genf. Von 2003 bis 2007 war er Departamentsdirektor, danach Botschafter und ab 2010 Ständiger Vertreter bei der EU. Im Kabinett Butkevičius war er ab August 2015 Vizeminister im litauischen Außenministerium. Vom 13. Dezember 2016 bis Dezember 2020 war er Verteidigungsminister im Kabinett Skvernelis. Karoblis gehört keiner Partei an.